# Festa popular
Uma festa popular pode ser definida como uma manifestação popular, cuja intensidade ultrapasse os limites de uma atividade festiva individual, abrangendo a coletividade em festas realizadas em diversos países com manifestações diferentes.

## Festas globais
A celebração do Ano Novo é uma festa comum em todas as culturas há pelo menos quatro milênios. Tais festas normalmente celebram o último dia de um ano e a chegada do ano seguinte em um sistema de calendário. Nas culturas modernas que usam o calendário gregoriano, a celebração de Ano Novo abrange a véspera de Ano Novo em 31 de dezembro e o Dia de Ano Novo em 1 de janeiro. No entanto, outros sistemas de calendário também têm celebração de Ano Novo, como o Ano Novo Chinês e o Tet vietnamita. O Dia de Ano Novo é a festa pública mais comum, observado por todos os países que usam o calendário gregoriano, exceto Israel.
O Natal é uma festa popular em todo o mundo devido à propagação do cristianismo. A festa é reconhecida como feriado em muitos países da Europa, Américas, África e Australásia e é comemorado por mais de 2 bilhões de pessoas. Embora seja uma festa com origens religiosas, o Natal é frequentemente celebrado por não-cristãos como um feriado secular. Por exemplo, 61% dos britânicos celebram o Natal de forma totalmente secular.  O Natal também se tornou uma tradição em alguns países não cristãos. Por exemplo, para muitos japoneses, tornou-se costume comprar e comer frango frito no Natal.
Festas recentemente inventadas comemoram uma série de questões sociais e políticas modernas e outros tópicos importantes. As Nações Unidas publicam uma lista de Dias e Semanas Internacionais. Um desses dias é o Dia Internacional da Mulher, em 8 de março, que celebra as conquistas e campanhas das mulheres pela igualdade de gênero e pelos direitos das mulheres. O Dia da Terra tem sido celebrado por pessoas em todo o mundo desde 1970, com 10 000 eventos em 2007. É uma festa que marca os perigos dos danos ambientais, como a poluição e a crise climática.

## Festas nacionais e regionais
São muitas manifestações realizadas e baseadas em fatos e atos populares normalmente incentivadas pelo governo e até mesmo oficializadas, pois grande parte delas homenageia fatos marcantes do país, do estado ou da região.

### Exemplos de festas nacionais e regionais
- Dia da bandeira - Patriótica incentivada pelos governos, na forma de um ato de louvar a bandeira.
- Dia da independência - Uma manifestação nacional, conduzida ao rumo nacionalista com fulcro na liberdade de ação.
- Dia ou evento comemorativo - Mais para comemorar uma data importante a nível qual quer por exemplo dia do contador no Brasil.
- Dia de Reis - é uma celebração tradicional da Igreja Católica que é celebrada no dia 6 de janeiro. Essa festa católica relembra a viagem dos reis magos para encontrar e homenagear Jesus.

## Festas seculares comuns
Outras festas seculares são observados regionalmente, nacionalmente e em várias regiões de vários países. O Calendário de Observâncias das Nações Unidas dedica décadas a um tópico específico, mas também a um ano, mês, semana e dias completos. Festas dedicadas a uma observância, como a comemoração do fim da Segunda Guerra Mundial, ou a Shoah, também podem fazer parte da obrigação de reparação, de acordo com a Resolução 60/147 da Assembleia Geral das Nações Unidas Princípios e Diretrizes Básicas sobre o Direito a Reparação e Reparação para as Vítimas de Graves Violações do Direito Internacional dos Direitos Humanos e Graves Violações do Direito Internacional Humanitário.
Outro exemplo de uma grande festa secular é o Ano Novo Lunar, que é celebrado em todo o Leste Asiático e Sudeste Asiático. Muitos outros dias são marcados para celebrar eventos ou pessoas, mas não são estritamente feriados, pois o tempo de folga raramente é dado; exemplos incluem o Dia da Árvore (originalmente EUA), o Dia do Trabalho (celebrado às vezes com nomes diferentes e em dias diferentes em diferentes países) e o Dia da Terra (22 de abril).

## Festas religiosas
Muitas festas estão ligadas às crenças e religiões. As festas cristãs são definidas como parte do ano litúrgico, sendo as principais a Páscoa e o Natal. A festa patronal cristã ortodoxa e católica ocidental-romana ou "dia do nome" são celebradas no dia do santo padroeiro de cada lugar, de acordo com o Calendário dos santos. As Testemunhas de Jeová comemoram anualmente "O Memorial da Morte de Jesus Cristo", mas não celebram outras festas com qualquer significado religioso, como a Páscoa, o Natal ou o Ano Novo. Isso vale especialmente para aquelas festas que combinaram e absorveram rituais, conotações ou práticas de crenças não cristãs na celebração, bem como aquelas festas que distraem ou substituem a adoração a Jeová. No Islã, as maiores festas são o Eid al-Fitr (imediatamente após o Ramadã) e o Eid al-Adha (no final do Hajj). Os muçulmanos Ahmadi também celebram o Dia do Messias Prometido, o Dia do Reformador Prometido e o Dia de Khilafat, mas, ao contrário da crença popular, nenhum deles é considerado feriado. Hindus, jainistas e sikhs observam várias festas, sendo uma das maiores o Diwali (Festival da Luz). As festas japonesas, bem como alguns festas católicas, contêm referências pesadas a várias religiões e crenças diferentes. As festas celtas, nórdicas e neopagãs seguem a ordem da Roda do Ano. Por exemplo, ideias natalinas como decorar árvores e cores (verde, vermelho e branco) têm ideias muito semelhantes à Wicca moderna (uma crença pagã moderna) Yule, que é um Sabbat menor da roda do ano. Alguns estão intimamente ligados às festividades suecas. A Fé Bahá'í observa 11 festas anuais em datas determinadas usando o calendário Bahá'í. Os judeus têm duas temporadas de férias: as Festas da Primavera de Pessach (Páscoa) e Shavuot (Semanas, chamado de Pentecostes em grego); e as Festas de Outono de Rosh Hashaná (Chefe do Ano), Yom Kipur (Dia da Expiação), Sucot (Tabernáculos) e Shemini Atzeret (Oitavo Dia de Assembleia).

## Comemorações não oficiais
Não são tradicionalmente marcados nos calendários. Estas festas são celebrados por vários grupos e indivíduos. Alguns promovem uma causa, outros reconhecem eventos históricos não reconhecidos oficialmente e outros são festas "engraçadas" celebradas com intenção humorística. Por exemplo, o Dia do Macaco é comemorado em 14 de dezembro, o Dia Internacional do Pirata é comemorado em 19 de setembro e o Dia da Blasfêmia é celebrado em 30 de setembro. Outros exemplos são o Dia da Mentira, em 1º de abril, e o Dia Mundial Sem Tabaco, em 31 de maio. Vários organizadores da comunidade e profissionais de marketing promovem festas estranhas nas redes sociais.